# 宕渠郡
宕渠郡，中国古代的郡。

## 三國宕渠郡
东汉建安二十三年（218年），刘备分巴西郡置宕渠郡，治所在宕渠县（今四川省渠县土溪乡城坝村）。蜀汉章武二年（222年），废宕渠郡入巴西郡。后主延熙年间复置宕渠郡，九年后仍入巴西郡。
西晋元康六年（296年），再分巴西郡置宕渠郡，属于梁州。包括今四川省南江县、营山县、渠县以东，城口县、开江县、大竹县以西，邻水以北等地。东晋永和三年（347年），东晋灭成汉，复宕渠，领宣汉、汉兴（汉昌）、宕渠县三县。南梁大同二年（536年），废宕渠郡，改置万州（治东关郡石城县，今通川区）和并州。

## 隋代宕渠郡
隋朝大業三年（607年）改渠州宕渠郡。唐武德元年（618年）復為渠州。